# Любучево
Любучево (пол. Lubuczewo, нім. Lübzow) — село в Польщі, у гміні Слупськ Слупського повіту Поморського воєводства.
Населення — 513 осіб (2011).
У 1975—1998 роках село належало до Слупського воєводства.

## Демографія
Демографічна структура станом на 31 березня 2011 року:
|          | Загалом | Допрацездатний вік | Працездатний вік | Постпрацездатний вік |
| -------- | ------- | ------------------ | ---------------- | -------------------- |
| Чоловіки | 268     | 36                 | 199              | 33                   |
| Жінки    | 245     | 35                 | 151              | 59                   |
| Разом    | 513     | 71                 | 350              | 92                   |